# Leica M3
Le Leica M3 est un appareil photographique au format 24×36 et à mise au point télémétrique produit par le fabricant allemand Leica Camera AG, à partir de 1954.
Ce modèle, avec sa monture d'objectif interchangeable à baïonnette, marque un changement radical par rapport aux modèles précédents qui utilisaient une monture à vis.
Il introduit par ailleurs plusieurs fonctionnalités nouvelles, dont la combinaison du viseur et du télémètre en une même fenêtre, très lumineuse (comme sur le Contax II) ; un compteur de vues automatique et un levier d'armement. Contrairement aux modèles précédents, toutes les vitesses sont réglables depuis une seule molette.
Le M3 a été le plus grand succès commercial de la série M, avec plus de 220 000 exemplaires vendus.
Bien qu'il n'ait été importé en France qu'à la fin des années cinquante, il est adopté dès sa sortie par les photographes professionnels qui ont la possibilité de l'acheter à l'étranger : Henri Cartier-Bresson (Magnum), Jean-Louis Swiners (Réalités), etc.
Des photographes adeptes de l'argentique, tel Pierre Suu, en utilisent toujours un.
Des déclinaisons de ce modèle sont toujours commercialisées de nos jours (MP et M7), et existent même en version numérique (M8, M9, M monochrom, M (type 240), M10).

## Monture

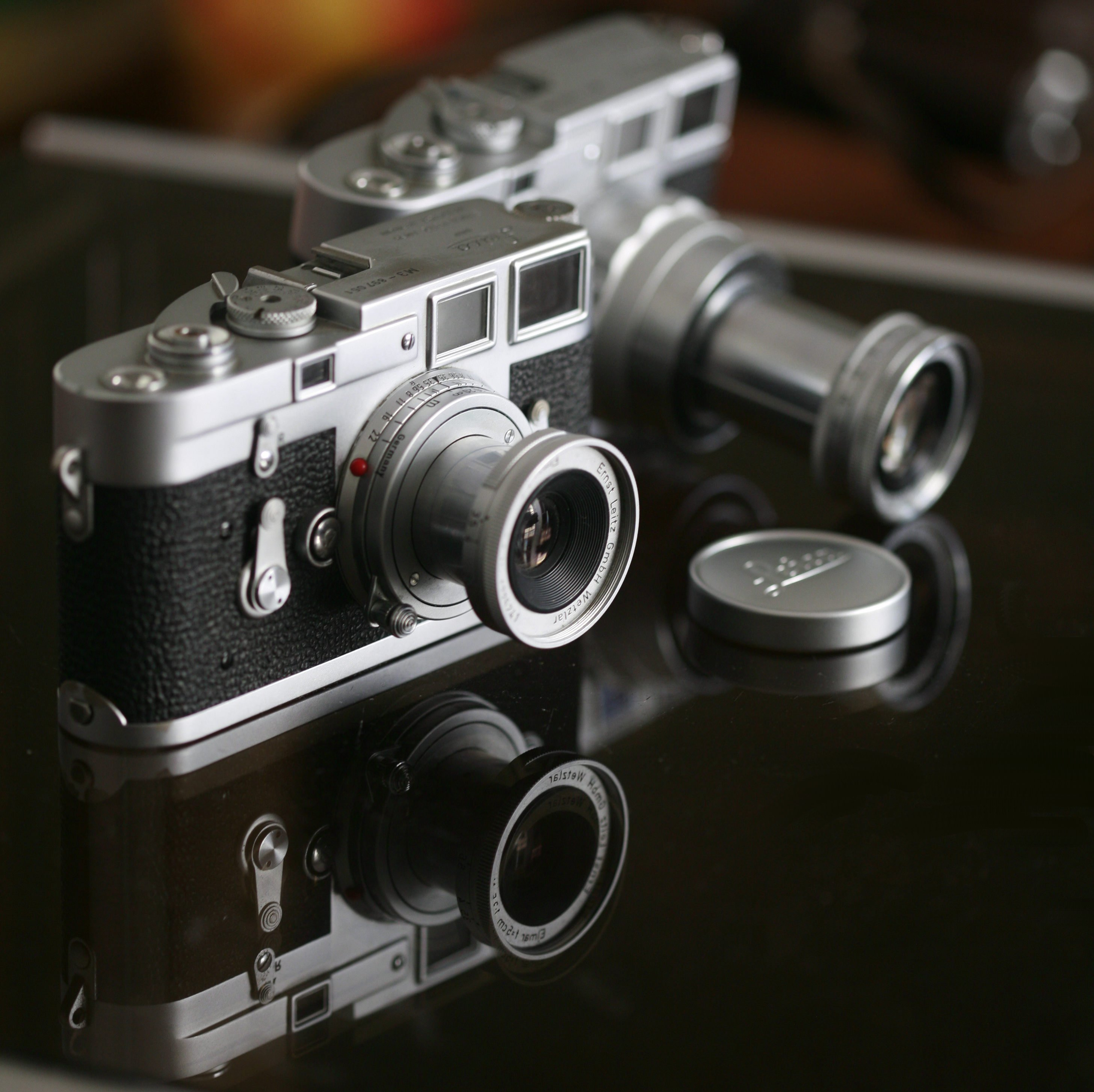
Deux M3 équipés d'objectifs rentrant de 50 et 90 mm.

La monture d'objectif développée pour le modèle M3 de Leica n'a pas évolué depuis, et porte un nom spécifique : la monture Leica M. Les objectifs se changent plus rapidement qu'avec une monture vissante, et une fois l'objectif monté celui-ci est verrouillé (il faut appuyer sur un bouton tout en faisant tourner l'objectif pour le libérer). Une fois l'objectif en place, le cadre approprié à la longueur focale de l'objectif se sélectionne automatiquement dans le viseur quand le cadre de visée correspondant à la focale utilisée existe sur le boîtier. L'appareil peut utiliser des objectifs d'autres fabricants utilisant la baïonnette Leica M. Les objectifs à monture vissante (au pas Leica télémétrique, c'est-à-dire en monture M39) peuvent être utilisés sur les boîtiers à monture M par l'emploi d'une simple bague d'adaptation. Il existe plusieurs modèles de ces bagues, à choisir en fonction de la focale utilisée, afin que le bon cadre s'affiche dans le viseur. Le couplage avec le télémètre est conservé (si l'objectif est couplé d'origine).

## Viseur
Le M3 offre un viseur extrêmement lumineux, comparé à un Leica IIIf, le modèle sorti précédemment (le dernier Leica de la série III, le Leica IIIg, sort en 1957, avec un viseur grandement amélioré). Le viseur du M3 dispose d'un grossissement élevé (et inégalé chez Leica), à x0.91, ce qui permet des mises au point très précises, particulièrement avec des longues focales (50 mm et plus). Les boîtiers suivants (M2, M4/M4-2/M4-P, M5, M6/M6 TTL, M7, MP) sont équipés d'un viseur x0.72 en standard, ce qui permet l'usage d'un objectif 35 mm et même 28 mm dans le cas des M4-P, M6/M6 TTL, M7 et MP (avec les cadres correspondants). 

En 1994, à l'occasion du 40e anniversaire du M3 est apparu le M6J, produit en série limitée (1 640 exemplaires), avec un viseur x0.85 adapté au 50 mm et aux longues focales, faisant écho au viseur x0.91 du premier M (nous étions à l'époque du M6 non TTL avec viseur x0.72). Par rapport au M3 original, les cadres pour les 50, 90 et 135 mm sont conservés, mais se voient adjoindre un cadre pour l'emploi du 35 mm (focale très appréciée par les utilisateurs de Leica M).

Plus tard, à l'époque du M6 TTL (1998-2002), il était possible (sur commande) de choisir un viseur x0.58 (orienté grand angle) ou x0.85 (orienté téléobjectifs). Cette possibilité existe toujours dans le cadre du programme "à la carte" pour les M7 et les MP depuis la disparition du M6 du catalogue Leica, mais toujours pas pour les M8 et M9 numériques toujours limités au viseur x0.68.

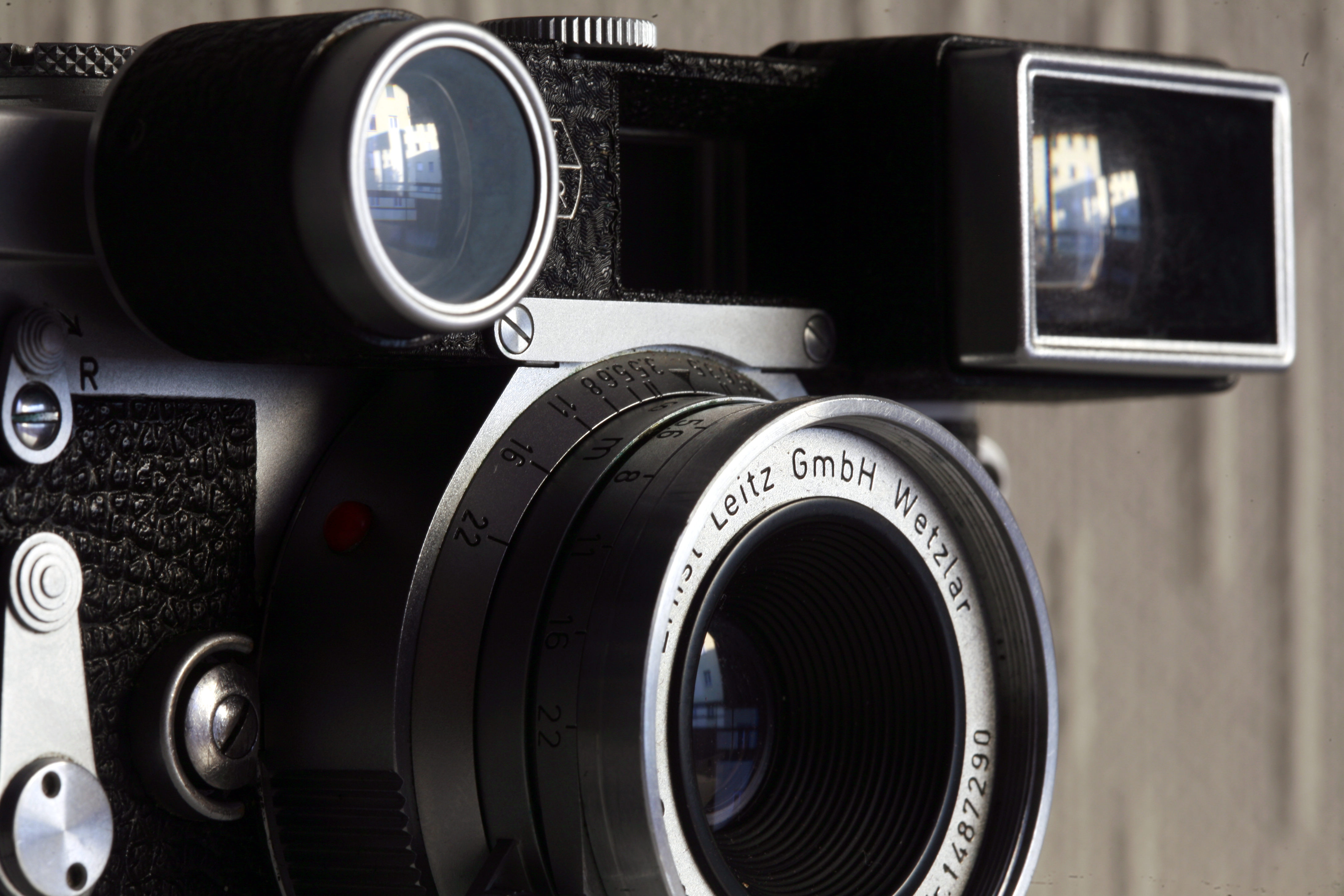
"Lunettes Leica" d'un objectif 35 mm. Elles transforment le champ de vue du viseur pour le faire correspondre à celui d'un objectif de 35 mm, plutôt qu'à un 50 mm.

Le M3 est le premier Leica à combiner le télémètre et le viseur en un seul oculaire (il existait déjà des appareils combinant télémètre et viseur, par exemple le Contax II d'avant-guerre). On y voit les cadres correspondant aux champs d'objectifs de 50, 90 et 135mm. Le M3, de par le grossissement élevé de son viseur, est orienté 50 mm et téléobjectifs. Rien n'est prévu d'origine pour des objectifs de focale plus courte, aussi Leica offre-t-il deux palliatifs :
- un deuxième viseur adapté à la focale, qui se glisse dans la griffe porte-accessoires (on parle alors de viseur externe)
- les « lunettes Leica » : des objectifs spécifiques de focale 35 mm (plusieurs modèles offrant des ouvertures maxi différentes) dotés d'un système de lentilles supplémentaires qui se positionnent devant les fenêtres du viseur et du télémètre et adaptent leur champ de vue à un 35mm. Leur inconvénient est de détériorer la luminosité du viseur.

Le cadre pour le 50 mm est toujours visible et occupe quasiment tout le viseur, avec une zone hors champ assez réduite pour cette focale. Les cadres pour les 90 et 135mm se sélectionnent de deux façons :
- lorsqu'on installe un objectif de 90mm ou de 135mm sur le boitier, un système de cames enclenche automatiquement le cadre adapté
- en bougeant le levier du sélecteur de cadres (à la gauche de l'objectif), on peut forcer un cadre donné à s'afficher. Cela permet notamment de voir les cadres des téléobjectifs lorsque l'on travaille au 50 mm, ce qui aide à choisir ses objectifs (les premiers exemplaires ne disposent pas de ce levier, mais il a pu être ajouté par la suite sur certains exemplaires lors d'un passage en atelier).

50 mm
90 mm
135 mm

Comme pour tout appareil télémétrique, le viseur du M3 ne montre pas exactement la même image que celle que l'objectif capture, à cause de la parallaxe. Pour compenser le phénomène, les cadres du M3 descendent dans le viseur, ce qui corrige la parallaxe jusqu'à un mètre. Les distances plus courtes imposent le recours à des objectifs pouvant recevoir des « lunettes Leica » amovibles spécifiques (50/2 "Dual Range" par exemple) permettant de réduire la distance minimale de mise au point.

## Entraînement du film

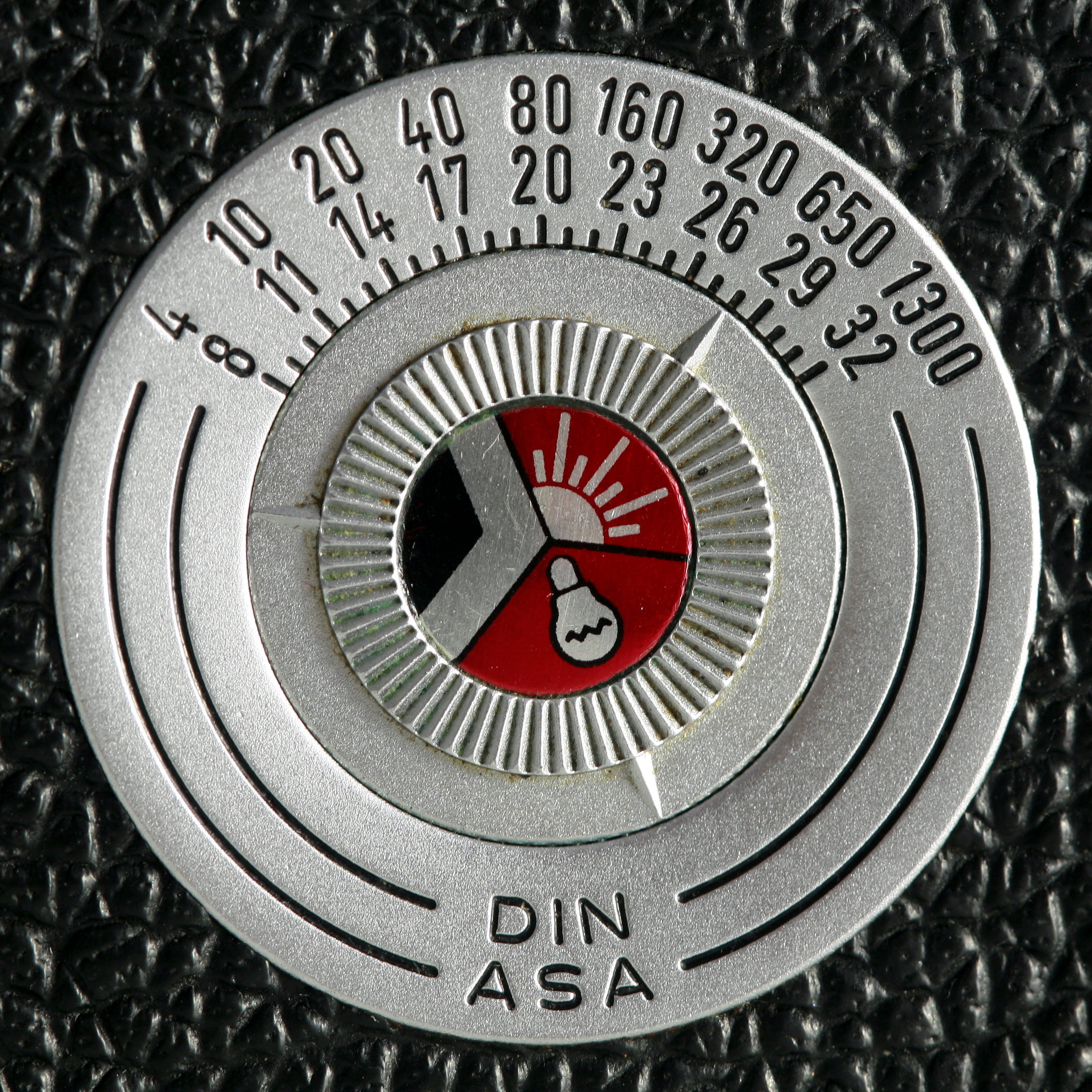
Indicateur de type pour les films utilisés, placé à l'arrière de l'appareil.

Le modèle Leica IIIf et ses prédécesseurs utilisent un bouton que l'on tourne entre deux doigts pour faire avancer le film. Le M3 introduit un levier qui avance le film en un mouvement du pouce. Par crainte de déchirer le film photographique, les premiers M3 sont construits pour avancer le film et armer le rideau en deux temps, nécessitant deux mouvements du pouce sur le levier entre chaque prise (armement double). Plus tard, des modèles (à partir du numéro de série 915 251) fonctionnant en un seul coup sont commercialisés (armement simple), ce qui permet d'accélérer la prise de photos successives. Certains M3 ont été convertis en « simple armement » dès leur commercialisation ou au cours d'une révision. Les premières séries de M3 ont un presse-film en verre, alors que les modèles plus récents ont un presse-film en métal.
Le chargement du film se fait en enlevant la plaque du dessous de l'appareil, comme sur les séries II et III de Leica. Une partie de l'arrière de l'appareil pivote, permettant un accès plus facile au film. Le film est enroulé autour d'une bobine amovible avant d'être inséré à partir de la base de l'appareil. Le fait d'enlever la bobine réceptrice remet le compteur de vues à zéro.

## Obturateur

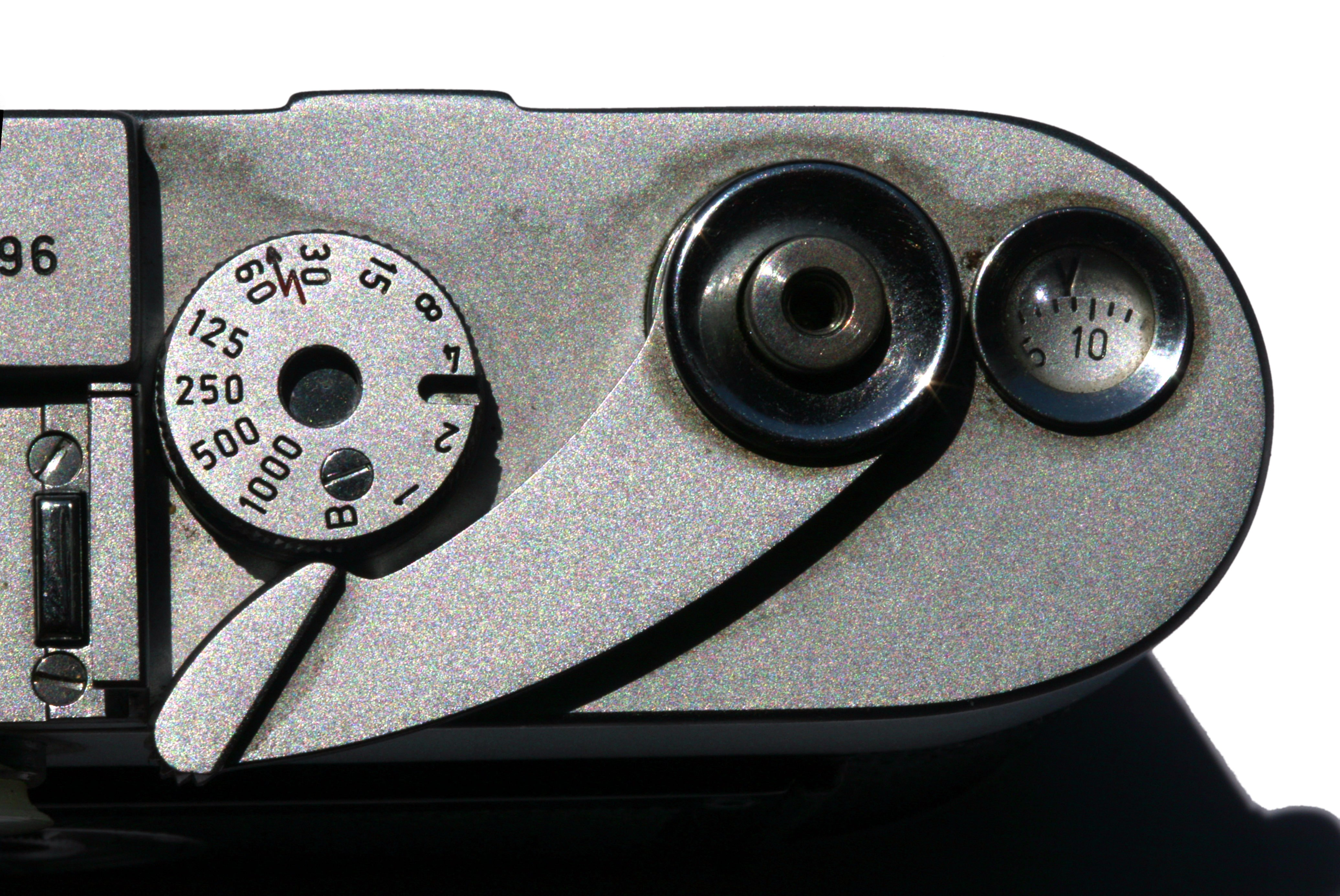
Tambour des vitesses de déclenchement, levier d'avancement du film, et compteur d'expositions

Les Leica III utilisent deux sélecteurs de vitesses : un pour les vitesses courtes, et un pour les longues (le rapide, montée en haut du boîtier, tourne lorsqu'on déclenche). Le M3 combine toutes les vitesses sur un seul sélecteur, qui ne tourne pas au déclenchement, ce qui est supposé réduire les vibrations. Les modèles les plus récents utilisent les graduations standard internationales de 1s, 1/2, 1/4, 1/8, 1/15, 1/30, 1/60, 1/125, 1/250, 1/500 et 1/1000 (au lieu des 1/25, 1/75, 1/100, 1/200, 1/500, 1/1000 des modèles précédents). Tous les M3 disposent également du 1/50 (vitesse de synchro flash), matérialisé par un petit éclair sur le barillet des vitesses placé entre le 1/30 et le 1/60.

## Mesure de lumière
Le M3 ne dispose pas de cellule interne (seuls les M5/M6/M7/MP et les M8/M9 numériques en sont équipés). À l'époque du M3, Leica proposait des cellules amovibles que l'on pouvait coupler avec le sélecteur de vitesse : les Leicameter. Ceux-ci ont existé en plusieurs versions, en finition noire ou chromée. On peut tout aussi bien utiliser une cellule à main ou un équivalent moderne du Leicameter : le Voigtlander VC Meter (mais qui n'est pas couplé, contrairement au Leicameter).

## Variantes et successeurs
Le M3 a eu des variantes prévues pour des utilisations spécifiques. Notamment, le Leica 24×27, sans télémètre ni viseur, était prévu pour les relevés des compteurs d'électricité par les services postaux.
Le Leica M2 a suivi le M3 et a coexisté avec lui pendant plusieurs années. C'est un modèle un peu plus simple mécaniquement, orienté pour le reportage, avec un viseur au grossissement x0.72 permettant l'usage d'un 35 mm sans accessoire (et comportant le cadre correspondant). Le modèle suivant est le Leica M1, boitier sans télémètre ni viseur, prévu comme appareil de prise de vue à adapter sur des appareils scientifiques (télescopes, microscopes, etc.) ou sur un Visoflex. Tous les appareils de la série M qui suivent sont très proches du M3 dans leur silhouette, à l'exception du M5. Celui-ci connaîtra un succès mitigé : arrivé sur le marché à une période délicate pour les télémétriques, un peu plus gros que ses prédécesseurs et d'un aspect moins flatteur, le M5 sera un semi-échec pour Leica qui reviendra à une ligne plus proche du M3 pour ses modèles suivants.
En 2002, une maquette fonctionnelle du M3, le « Digital Classic Camera Leica M3 », est commercialisée par Minox. C'est un appareil numérique très compact, de faible résolution.

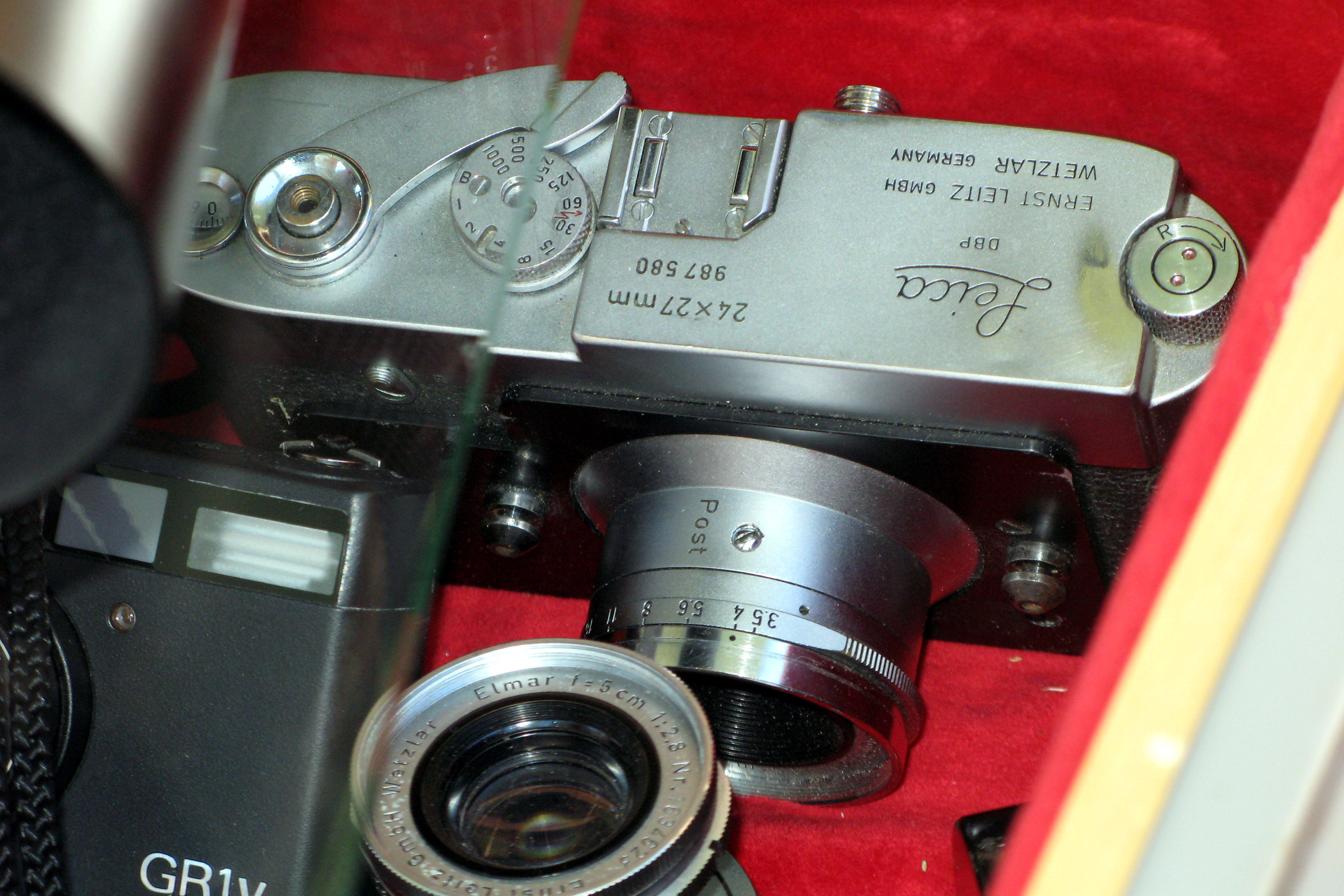
Leica 24×27.
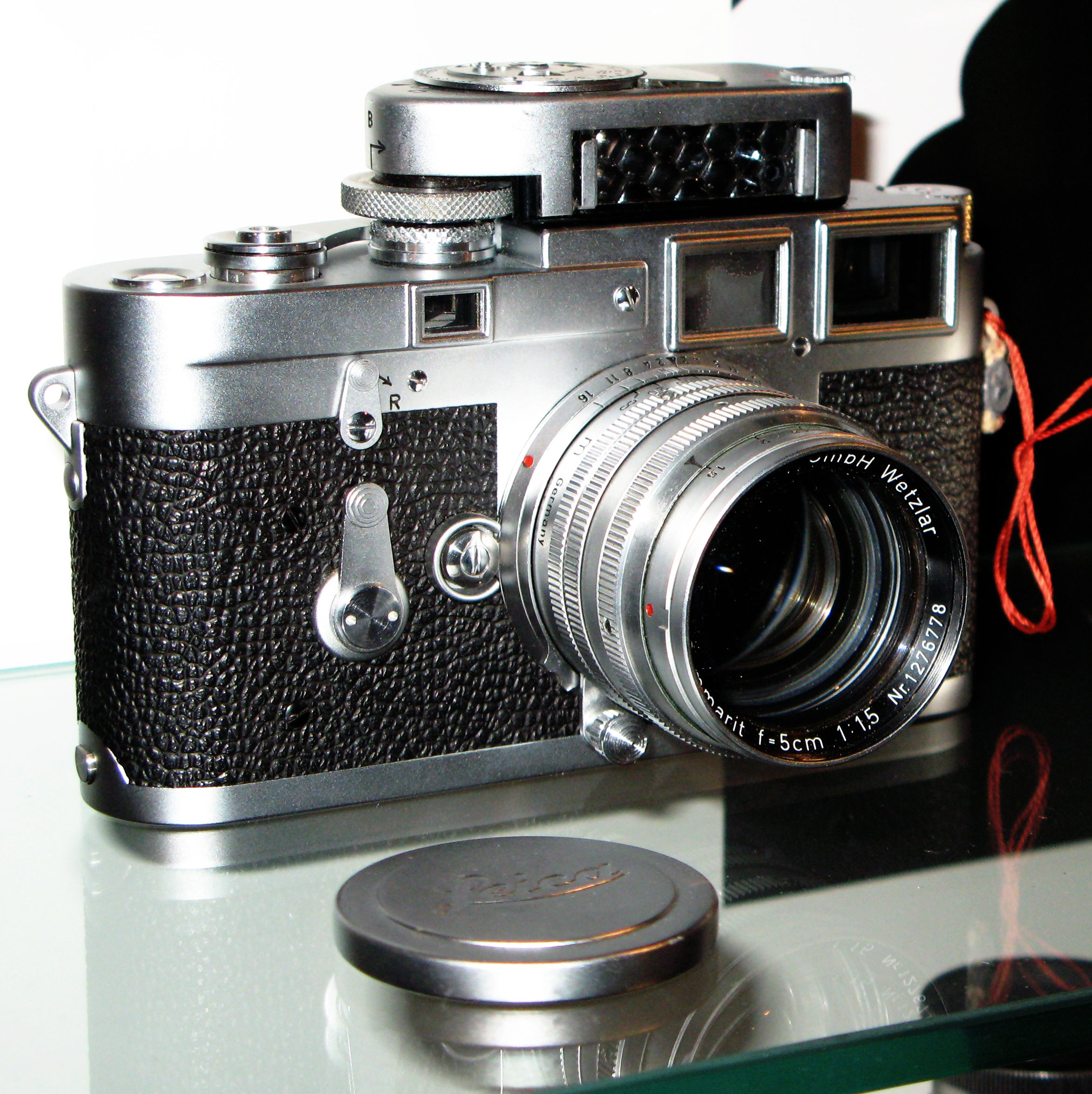
Leica M3 avec un posemètre au sélénium "Leicameter" installé sur la griffe porte-accessoires.
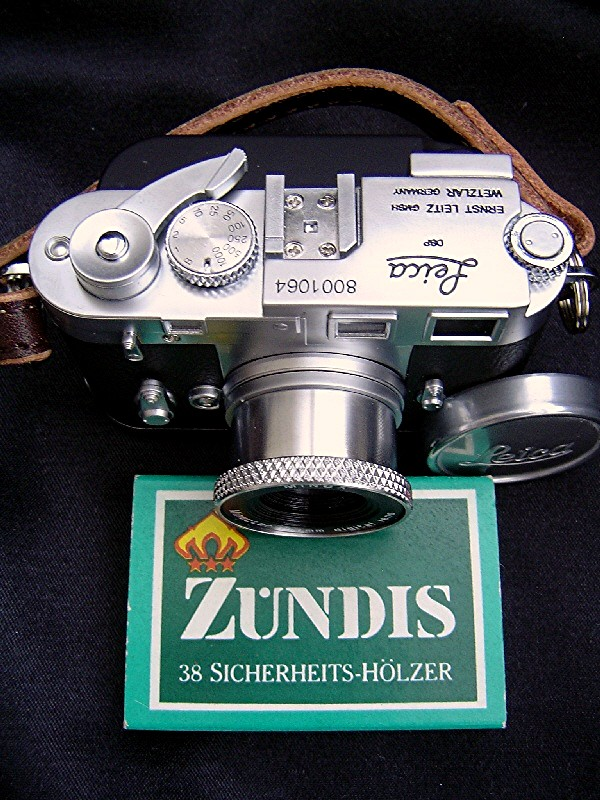
Minox Digital Classic Camera Leica M3.